# Senyoria d'Albeck
La senyoria d'Albeck fou una entitat del Sacre Imperi Romanogermànic centrada a Albeck al Langenau avui dia un Barri o districte del municipi de Langenau al cercle o districte d'Alb-Donau, a Baden-Württemberg, a uns 6 km a l'oest del lloc principal, i que té aproximadament 1360 habitants; li pertanyen els dos poblets d'Osterstetten i Stuppelau.

## Història

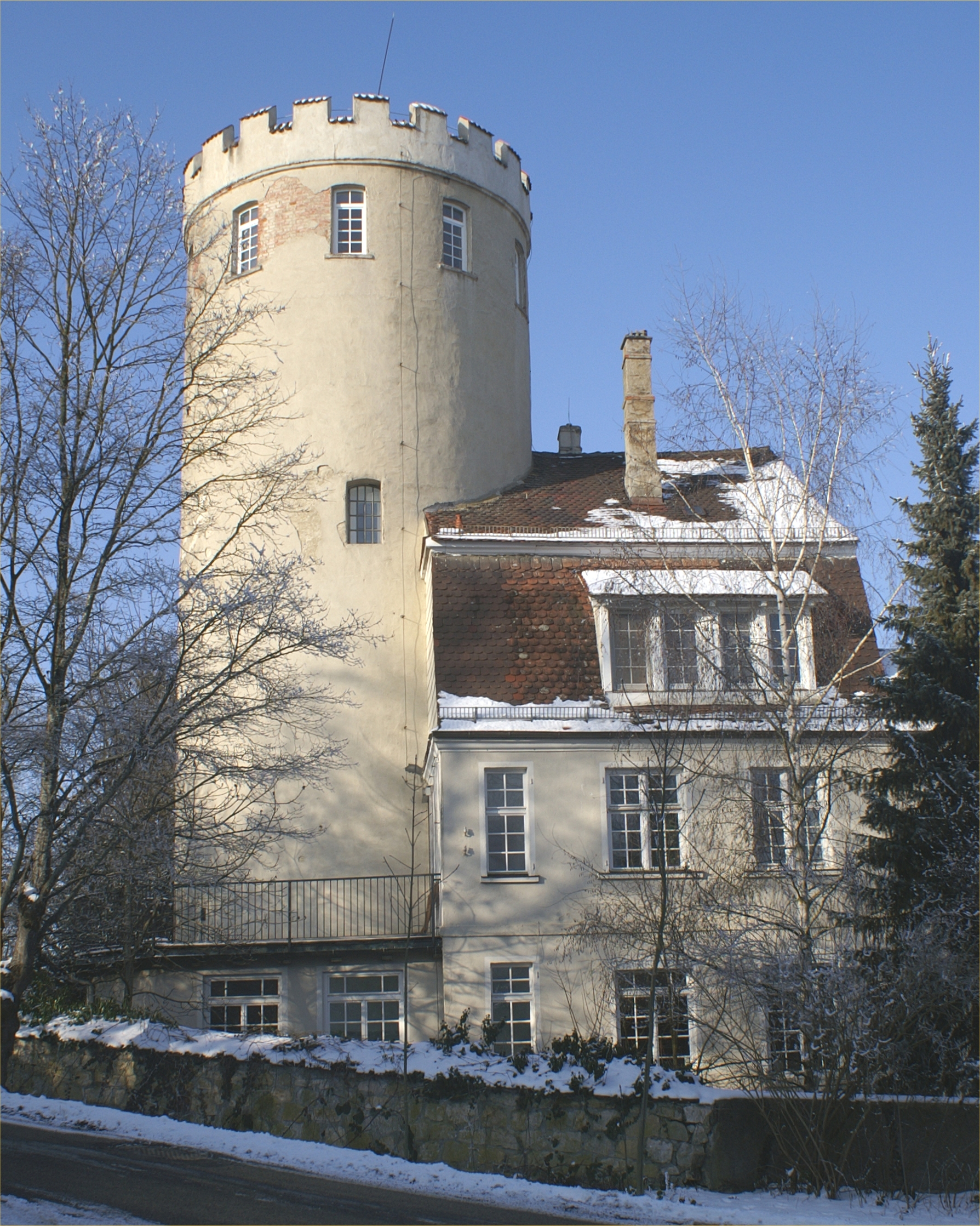
Castell d'Albeck

El nom del lloc, Ortes Albeck en documents antics, ve de la seva posició geogràfica "a la cantonada oriental del riu Alb. La població va sorgir a l'entorn del castell d'Albeck, la posició del qual està detallada en un gravat de Matthäus Merian de l'any 1643; el castell fou ampliat modernament i destruït el 1704 (les seves restes amb la torre estan ara en propietat privada).

### La Senyoria
El castell d'Albeck fou el centre de la dominació dels primers senyors nobles lliures de la regió; van fundar una abadia dels agustins a Steinheim am Albuch; al segle xiii va passar als comtes de Werdenberg i va pertàner a la línia Werdenberg-Albeck). Els comtes van vendre la senyoria l'any 1383 a la ciutat imperial d'Ulm que va incorporar el lloc al seu territori.